# GNOME キーリング
GNOME キーリングは、ユーザー名やパスワード、認証キーを適切なメタデータとともに保存するソフトウェア・アプリケーションである。センシティブなデータは、暗号化され、ユーザーのホームディレクトリにファイルの形で保存される。デフォルトのキーリングは、ログインパスワードを暗号化に用いるため、ユーザーは別のパスワードを新たに覚える必要がない。2009年、GNOME キーリングは、OpenSolarisのデスクトップ環境の一部となった。
GNOME キーリングは、gnome-keyring-daemonと名付けられたプロセスを用いるデーモンとして実装されている。アプリケーションは、libgnome-keyringというライブラリを用いることによって、パスワードの保存とリクエストを行うことができる。
GNOME キーリングは、GNOMEデスクトップ環境の一部である。2006年の時点で、GNOME キーリングは、NetworkManagerに統合され、WEPパスワードを保存することができた。GNOME WebとEメールクライアントのGearyは、GNOME キーリングをパスワードの保存に用いている。また、GNOME キーリングが存在するシステムでは、Valaで書かれたソフトウェアはパスワードの保存と取得が可能である。
2009年、RHELに含まれるパッケージに関する統計的報告によると、GNOME キーリングに依存するパッケージは、kdelibsパッケージに依存しているソフトウェアよりも脆弱性を持つことが少ない。

## GNOME キーリングマネージャ
GNOME キーリングマネージャ（gnome-keyring-manager）は、GNOME キーリングのためのユーザーインターフェースである。GNOME2.22の時点で、このソフトは過去のものとなり、完全にSeahorseに置き換えられた。